# Mexique aux Jeux olympiques d'hiver de 2002
Le Mexique participe aux Jeux olympiques d'hiver de 2002, qui ont lieu à Salt Lake City aux États-Unis. Ce pays, représenté par trois athlètes, prend part aux Jeux d'hiver pour la sixième fois de son histoire. Les athlètes ne remportent pas de médaille.

## Résultats

### Bobsleigh
| Athlète                          | Épreuve    | Manche 1 | Manche 1 | Manche 2 | Manche 2 | Manche 3 | Manche 3 | Manche 4 | Manche 4 | Total         | Total |
| Athlète                          | Épreuve    | Temps    | Rang     | Temps    | Rang     | Temps    | Rang     | Temps    | Rang     | Temps         | Rang  |
| -------------------------------- | ---------- | -------- | -------- | -------- | -------- | -------- | -------- | -------- | -------- | ------------- | ----- |
| Roberto Lauderdale Roberto Tamés | Bob à deux | 49 s 57  | 34       | 49 s 65  | 35       | 50 s 07  | 36       | 49 s 82  | 36       | 3 min 19 s 11 | 35    |

### Skeleton
| Athlète       | Épreuve         | Manche 1 | Manche 1 | Manche 2 | Manche 2 | Total         | Total |
| Athlète       | Épreuve         | Temps    | Rang     | Temps    | Rang     | Temps         | Rang  |
| ------------- | --------------- | -------- | -------- | -------- | -------- | ------------- | ----- |
| Luis Carrasco | Skeleton hommes | 54 s 32  | 25       | 54 s 66  | 25       | 1 min 48 s 98 | 25    |